# Chilankha
Chilankha (nep. चिलंखा) – gaun wikas samiti w środkowej części Nepalu w strefie Dźanakpur w dystrykcie Dholkha. Według nepalskiego spisu powszechnego z 2001 roku liczył on 605 gospodarstw domowych i 2996 mieszkańców (1534 kobiet i 1462 mężczyzn).